# Pop Will Eat Itself
Pop Will Eat Itself is een Britse britpop/alternatieve rockband die bestond van 1986 tot 1996 en in 2005 werd heropgericht. De groep gebruikte in zijn muziek veel elementen uit de industrial, hiphop en dance. De frontman van de band was Clint Mansell die later bekend zou worden met het maken van soundtracks. Van de originele bezetting is tegenwoordig enkel Graham Crabb over. 

## Ontstaan
De oorsprong van de band ontstond in 1981 toen de and From Eden werd opgericht door tieners Clint Mansell (1963), Adam Mole, Chris Fradgley, Malcolm Treece and Miles Hunt (1966). Hunt werd later vervangen door Graham Crabb (1964). Nadat de band uiteenviel richtten Mansell en Crabb de band Wild & Wandering op. Deze band kreeg als bijnaam Blind & Blundering wegens de hoeveelheden drugs die gebruikt werden voor optredens. In 1986 werd de band omgevormd tot Pop Will Eat Itself.

## Doorbraak
De single Poppies Say Grrr! werd meteen de single van de week in het blad NME en werd opgepikt door de BBC. De eerste hit werd Sweet Sweet Pie dat precies de honderdste plek in de singlelijst wist te bereiken. Daarna volgden meer bescheiden hits. In 1987 bracht de band een cover uit van "Love Missile F1-11" van Sigue Sigue Sputnik. Box Frenzy (1987) werd het debuutalbum van de band. Het prille succes leverde een contract op bij RCA Records. Hier verscheen in 1989 het album This Is the Day...This Is the Hour...This Is This!. Dit album kwam tot nummer 24 in de Britse albumcharts en wist ook in de Verenigde Staten goede verkoopcijfers te behalen. In 1992 werd Fuzz Townsend als niet lid bij de groep gehaald. 
De hoogtijdagen van Pop Will Eat Itself waren er in de late eerste helft van de jaren negentig. De albums The Looks or the Lifestyle? (1992) en Dos Dedos Mis Amigos (1994) behaalden goede resultaten. De single Get The Girl + Kill The Baddies werd daarvan de grootste hit en bereikte als enige single de top 10. In 1994 werd samengewerkt met de band Fun-Da-Mental op de single Ich Bin Ein Auslander, die een aanklacht was tegen racisme tegen immigranten in die jaren. De band werd ook betrokken bij het album Music For The Jilted Generation van The Prodigy. Gezamenlijk maakten ze de track Their Law, die een protestsong was tegen de Criminal Justice Bill. In 1995 verscheen Two Fingers My Friends!, een dubbelalbum met remixen door onder andere Drum Club, Martin Glover, Higher Intelligence Agency, Jah Wobble, Transglobal Underground, Apollo 440, Renegade Soundwave en Fluke.

## Uiteenvallen
Tijdens de opnames van een nieuw album in mei 1996 viel de band uiteen. De leden startten diverse soloprojecten. Clint Mansell brak door als componist van filmmuziek. Richard March en Fuzz Townsend richtten de band Bentley Rhythm Ace op.

## Herstart
In 2005 kwam de band weer bijeen met enkele optredens en plannen voor nieuw materiaal. Mansell en March moesten echte snel afhaken vanwege muzikale verplichtingen elders. Graham Crabb, Luke Mole en Fuzz Townsend richtten daarna de groep The Vile Evils op. March en Mansell konden dan aanhaken wanneer tijd was. Hiermee werden enkele singles op in de periode 2008-2010. In 2010 stopte het project. Graham Crabb besloot Pop Will Eat Itself eigenhandig nieuw leven in te blazen. Hij verzamelde diverse ervaren muzikanten uit andere bands bij elkaar. Dit waren Mary Byker, Tim Muddiman, Davey Bennett en Jason Bowld. Met dit nieuwe Pop Will Eat Itself werd het album New Noise Designed by a Sadist (2011) uitgebracht. 
In 2014 verscheen op de Bitch Blow EP het nummer Reclaim The Game (Funk FIFA), dat een protesttrack is tegen de FIFA. Dit in samenwerking met de Braziliaanse rapper BNegão. Eind 2014 zou het album Anti Nasty League verschijnen maar dit werd vertraagd naar 2015. 